# Луйройоки
Луйройоки (на фински: Luirojoki) е река в Северна Финландия (провинция, Лапландия), ляв приток на Китинен (десен приток на Кемийоки, от басейна на Ботническия залив на Балтийско море). Дължина 227 km.

## Географска характеристика
Река Луйройоки изтича от южния ъгъл на езерото Луйроярви, разположено на 283 m н.в., на южния склон на простиращия се по паралела участък от възвишението Манселкя. В горното течение на реката е изградено най-голямото във Финландия изкуствено водохранилище Лока (417 km²), което осигурява целогодишно вода за няколкото мощни ВЕЦ-ове надолу по течението на река Кемийоки. Средното и долното ѝ течение е съпроводено с множество бързеи и прагове. Влива се отляво в река Китинен (десен приток на Кемийоки, от басейна на Ботническия залив на Балтийско море), на 150 m н.в., на 4 km преди устието на Китинен в Кемийоки.
Речната ѝ мрежа е двустранно развита. На запад водосборният басейн на Луйройоки граничи с водосборните басейни на малки и къси леви притоци на река Китинен, на изток и югоизток – с водосборните басейни на река Кайрийоки и други по-малки десни притоци на Кемийоки, а на север и североизток – с водосборния басейн на река Тулома (от басейна на Баренцево море). Основни притоци: леви – Вуолтинен, Песийоки; десни – Осахара.
Луйройоки има предимно снежно подхранване с ясно изразено пролетно пълноводие, предизвиквано от снеготопенето и зимно маловодие.